# Hirschberg (Türingia)
Hirschberg település Németországban, azon belül Türingiában. Lakosainak száma 2147 fő (2023. december 31.). Hirschberg Gefell és Rosenthal am Rennsteig községekkel határos.

## Népesség
A település népességének változása:
| Lakosok száma | 2121 | 2123 | 2110 | 2168 | 2147 |
|               | 2017 | 2019 | 2021 | 2022 | 2023 |